# 岡田藩
岡田藩（おかだはん）は、備中国下道郡岡田村（岡山県倉敷市真備町岡田）の岡田陣屋に藩庁を置いた藩。藩祖は豊臣秀吉に仕えた伊東長実。
江戸時代初期から廃藩置県まで伊東氏が一貫して10代にわたり藩主を務めた。石高は1万石余。陣屋は幾度かの移転を経ており、元禄年間には西国街道川辺宿（倉敷市真備町川辺）に陣屋を置いたことから川辺藩（かわべはん）とも呼ばれる。

## 沿革
伊東祐親の子孫である藩祖・長実は豊臣秀吉・秀頼に仕えて大坂の陣まで豊臣氏の家臣であった。関ヶ原の戦いに際し、上方での石田三成挙兵の報をいち早く徳川家康に伝えたとされる。大坂の陣では子の長昌共々豊臣方として家康に敵対し、大坂城に籠城するが、戦後許された。元和元年（1615年）、備中国下道郡・美濃国池田郡・摂津国豊島郡・河内国高安郡の各郡内に1万343石を与えられ立藩した（「関ヶ原の戦いの戦後処理#本領安堵」の項目も参照）。
元和2年（1616年）、服部村に藩邸を置く。
寛永元年（1624年）10月、いったん上二万村の高見帯刀方に藩邸を移し、同年11月に川辺村の土居屋敷に移す。
寛文4年（1664年）、岡田村の中村屋敷に移す。
元禄14年（1701年）、岡田村の山屋敷（現在の倉敷市立岡田小学校）に移す。
以後、明治4年（1871年）の廃藩置県まで一貫して伊東氏の所領となった。廃藩置県後岡田県となり、深津県・小田県を経て岡山県に編入された。伊東氏は、後に華族に列し子爵となった。

## 新本義民騒動

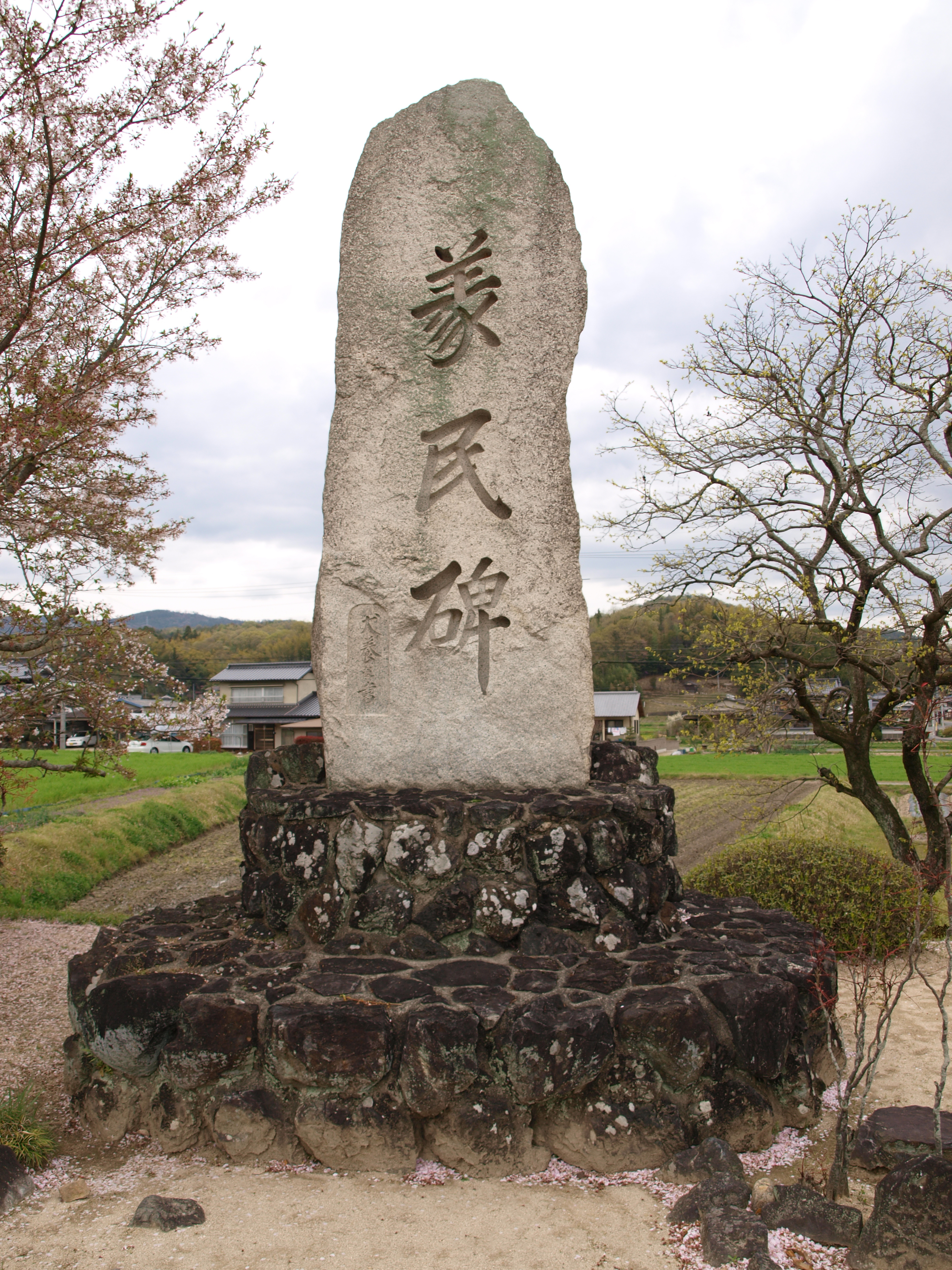
義民碑

享保3年（1718年）、第5代藩主・長救の時代に領民による一揆が起こった。後に新本義民騒動（しんぽんぎみんそうどう）と呼ばれるようになった。
藩領内の新庄村と本庄村（のちの新本村、現・総社市新本）に跨る大平山と春山は領民の入会地であった。藩はこれを「お留山」と称する藩の公地とし、領民の立ち入りを禁じ、さらに樹木伐採とそれを薪として陣屋まで運ばせる賦役を課した。これに反対した領民は代表4人を江戸に送り藩主に直訴し、お留山と賦役は、無事解消された。しかし、直訴した4人は処刑され、その家族・騒動の加担者は領内から追放された。
処刑された4人は義民四人衆と呼ばれ、現在、新本にはその功績を称えるために義民碑が建てられている。また、毎年7月中旬ごろに義民祭が執り行われている。

## 歴代藩主
伊東家
- 外様 10,343石 （1615年 - 1871年）

1. 長実
2. 長昌
3. 長治
4. 長貞
5. 長救
6. 長丘
7. 長詮
8. 長寛
9. 長裕
10. 長𫡰 ※ながとしの「とし」は （「卆」の左下隅に「百」右下隅に「千」）。

なお藩主家の備中伊東氏は日向国飫肥藩主家の日向伊東氏と同族である。

## 幕末の領地
- 備中国
  - 下道郡のうち、16村（陶村、服部村、上二万村、下二万村、有井村、川辺村、岡田村、辻田村、市場村、八田村、尾崎村、妹村、本庄村、新庄村、原村、中尾村）。
- 美濃国
  - 池田郡のうち、1村（脛永村）。
- 河内国
  - 高安郡のうち、2村（黒谷村、教興寺村）。
- 摂津国
  - 豊島郡のうち、1村（下止々呂美村）。

## 備考
- 岡田には第二次世界大戦中、小説家の横溝正史が疎開した居宅が現存する。横溝の小説『悪魔の手毬唄』の舞台となった「鬼首村」はフィクションである（岡山県と兵庫県の県境とされ、地理的描写も異なる）[注釈 2]が、江戸時代幕末期に「一万三百四十三石」の「伊東信濃守」の領地であったと描写されており、設定の一部に岡田藩が参照されている。また、同じく横溝の小説『夜歩く』の舞台となった「鬼首村」（岡山県と鳥取県の県境とされ、『悪魔の手毬唄』の「鬼首村」とも地理的描写が異なる）では、岡田藩家老の仙石氏を基にした古神家の家老・仙石家の子孫が登場しているほか（古神家の禄高は「一万五百石」とされている）、岡田藩領内で起きた「新本義民騒動」の「義民四人衆」を基にした「四人衆様」が描写されている。
- 高身長という理由だけで士分を与えられた農民がいた。小田大三郎は身の丈は6尺を超え（180センチメートル以上）、領内一番の大男であったため、藩士に召し抱えられた。その太刀も身長に合わせ、5尺4寸（164センチメートル）と大きかったという[6]。